# Вулфборо (переписна місцевість, Нью-Гемпшир)
Вулфборо (англ. Wolfeboro) — переписна місцевість (CDP) в США, в окрузі Керролл штату Нью-Гемпшир. Населення — 3300 осіб (2020).

## Географія
Вулфборо розташоване за координатами 43°35′26″ пн. ш. 71°12′40″ зх. д. / 43.59056° пн. ш. 71.21111° зх. д. (43.590506, -71.211213).  За даними Бюро перепису населення США в 2010 році переписна місцевість мала площу 18,46 км², з яких 17,61 км² — суходіл та 0,85 км² — водойми.

## Демографія
Згідно з переписом 2010 року, у переписній місцевості мешкало 2838 осіб у 1353 домогосподарствах у складі 795 родин. Густота населення становила 154 особи/км².  Було 1858 помешкань (101/км²).
Расовий склад населення:
| - 97,6 % — білих - 0,7 % — азіатів - 0,2 % — корінних американців - 0,2 % — чорних або афроамериканців |

До двох чи більше рас належало 1,3 %. Частка іспаномовних становила 1,5 % від усіх жителів.
За віковим діапазоном населення розподілялося таким чином: 16,2 % — особи молодші 18 років, 51,6 % — особи у віці 18—64 років, 32,2 % — особи у віці 65 років та старші. Медіана віку мешканця становила 54,0 року. На 100 осіб жіночої статі у переписній місцевості припадало 88,1 чоловіків;  на 100 жінок у віці від 18 років та старших — 85,0 чоловіків також старших 18 років.
Середній дохід на одне домашнє господарство  становив 83 959 доларів США (медіана — 62 019), а середній дохід на одну сім'ю — 99 914 долари (медіана — 69 091). За межею бідності перебувало 10,1 % осіб, у тому числі 11,1 % дітей у віці до 18 років та 1,6 % осіб у віці 65 років та старших.
Цивільне працевлаштоване населення становило 1210 осіб. Основні галузі зайнятості: освіта, охорона здоров'я та соціальна допомога — 31,2 %, науковці, спеціалісти, менеджери — 16,2 %, будівництво — 12,6 %, мистецтво, розваги та відпочинок — 11,5 %.